# Oswaldella stepanjantsae
Oswaldella stepanjantsae är en nässeldjursart som beskrevs av El Beshbeeshy 1991. Oswaldella stepanjantsae ingår i släktet Oswaldella och familjen Kirchenpaueriidae.
Artens utbredningsområde är Södra Ishavet. Inga underarter finns listade i Catalogue of Life.